# Eitarō Suzuki
Eitaro Suzuki (jap. 鈴木栄太郎 Suzuki Eitaro;  ur. 20 kwietnia 1899, zm. w maju 1979) – japoński zapaśnik walczący w stylu wolnym. Olimpijczyk z Los Angeles 1932, gdzie odpadł w eliminacjach, w wadze lekkiej.
Absolwent Uniwersytetu Columbia.

## Letnie Igrzyska Olimpijskie 1932
| Konkurencja      | Rundy eliminacyjne     | Rundy eliminacyjne     | Klas. końcowa |
| Konkurencja      | Przeciwnik I           | Przeciwnik II          | Miejsce       |
| ---------------- | ---------------------- | ---------------------- | ------------- |
| 66 kg styl wolny | Károly Kárpáti (HUN) P | Charles Pacôme (FRA) P | II runda      |